# Sundeejärvi
Sundeejärvi (skoltsamiska Sundijäuʹrr) är en sjö i Finland. Den ligger i kommunen Enare i landskapet Lappland, i den norra delen av landet, 1 100 km norr om huvudstaden Helsingfors. Sundeejärvi ligger 126,7 meter över havet. Arean är 63,3 hektar och strandlinjen är 9,36 kilometer lång. Sjön  ingår i Neidenälvens huvudavrinningsområde. 